# Saint George (Alaska)
St. George és una població dels Estats Units a l'estat d'Alaska. Segons el cens del 2007 tenia 125 habitants.

## Demografia
Segons el cens del 2000, St. George tenia 152 habitants, 51 habitatges, i 42 famílies La densitat de població era d'1,7 habitants/km².
Dels 51 habitatges en un 47,1% hi vivien nens de menys de 18 anys, en un 54,9% hi vivien parelles casades, en un 15,7% dones solteres, i en un 17,6% no eren unitats familiars. En el 15,7% dels habitatges hi vivien persones soles el 15,7% de les quals corresponia a persones de 65 anys o més que vivien soles. El nombre mitjà de persones vivint en cada habitatge era de 2,98 i el nombre mitjà de persones que vivien en cada família era de 3,29.
Per edats la població es repartia de la següent manera: un 36,8% tenia menys de 18 anys, un 5,3% entre 18 i 24, un 31,6% entre 25 i 44, un 19,7% de 45 a 60 i un 6,6% 65 anys o més.
L'edat mediana era de 33 anys. Per cada 100 dones de 18 o més anys hi havia 113,3 homes.
La renda mediana per habitatge era de 57.083 $ i la renda mediana per família de 60.625 $. Els homes tenien una renda mediana de 50.625 $ mentre que les dones 31.250 $. La renda per capita de la població era de 21.131 $. Aproximadament el 4,9% de les famílies i el 7,9% de la població estaven per davall del llindar de pobresa.